# 安芸の輝き
安芸の輝き（あきのかがやき）とは、カンキツの品種の一つ。広島県が育成した品種で、デコポンを名乗ることができる。広島県は瀬戸内海の温暖な気候に恵まれ、中晩柑類の栽培が盛んであり、シラヌヒも栽培されているが、降水量が少ないために減酸が遅れていた。そこで、珠心胚育種法を用いて、減酸が早い新品種として育成し、2009年03月に品種登録された。

## 特徴
減酸が早く、1月下旬に、収穫ができる新品種である。1月中旬の糖度はシラヌヒに比べて平均 0.9°Brix低いが、クエン酸含量は 0.3～0.5％低い。果皮は橙色で、じょうのう膜の硬さは中程度で、種子はなく樹勢は強く、枝梢にトゲは多い。